# High-temperature liquid chromatography

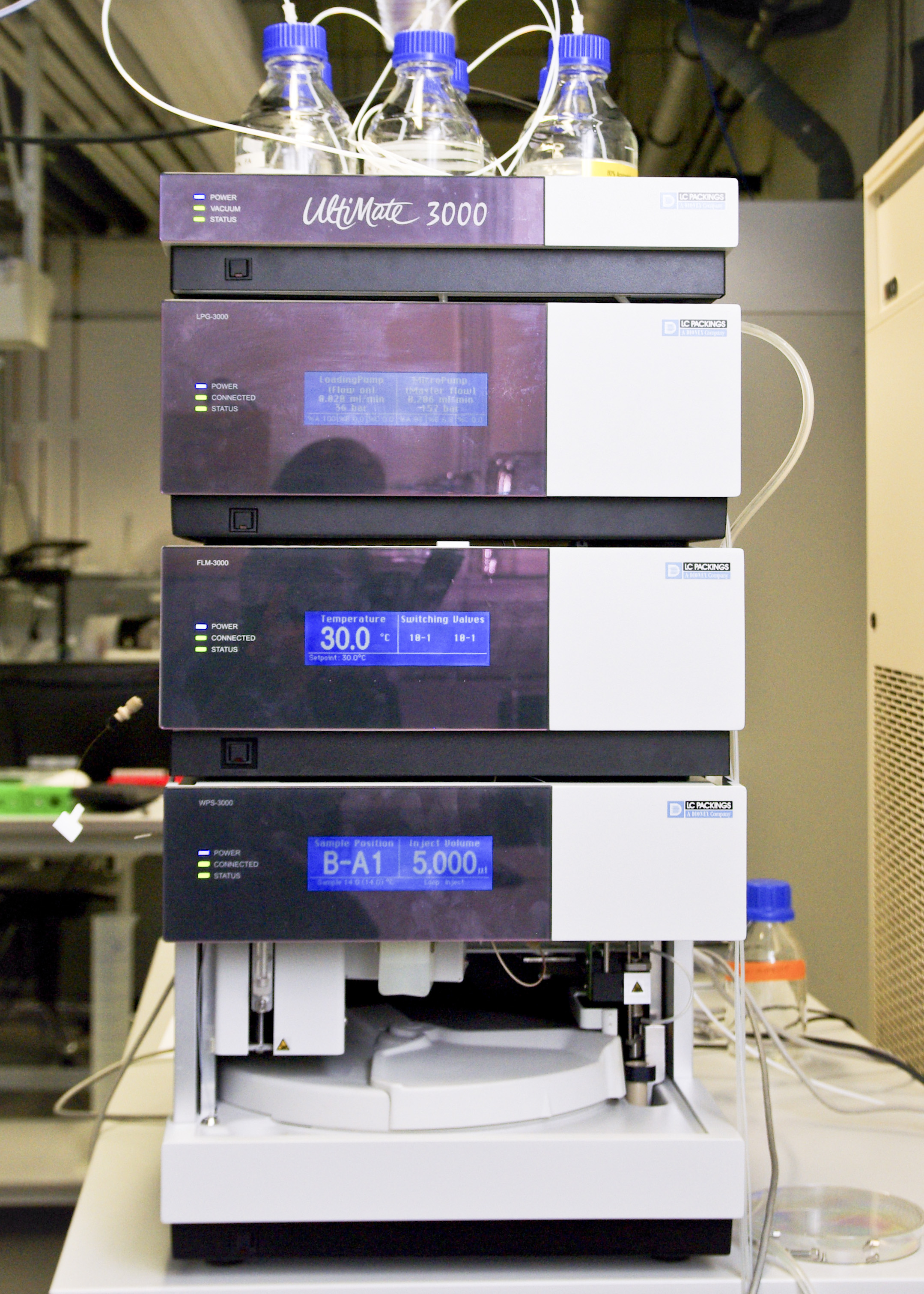
Un UltiMate 3000 HPLC

La high-temperature liquid chromatography (in italiano "cromatografia liquida ad alta temperatura"), abbreviata in HTLC, è una variante della cromatografia liquida che sfrutta l'utilizzo di alte temperature per la separazione degli analiti.
L'utilizzo di alte temperature è noto diminuire la ritenzione e quindi i tempi di analisi, dando così la possibilità di migliorare la risoluzione. Inoltre dà la possibilità di effettuare dei gradienti di temperatura invece di gradienti di eluenti. Infine, abbassa la viscosità della fase mobile: in questo modo anche l'acqua acquisisce delle proprietà simili a quelle di un solvente organico, rendendo possibile il suo utilizzo per una cromatografia a fase inversa; questo è particolarmente vantaggioso per questioni di semplicità, costi, rifiuti non tossici e possibilità di accoppiamento con tecniche per le quali l'uso di un solvente organico è mal sopportato (ad esempio le tecniche basate sul plasma accoppiato induttivamente) o proprio proibito (come la spettrometria di massa isotopica).

## Caratteristiche
Le condizioni strumentali e operative, dal settaggio della temperatura alla scelta della fase stazionaria, sono un parametro particolarmente critico per ottenere buoni risultati.

### Temperatura
Benché alcuni autori considerassero la temperatura ambiente la soglia per parlare di "alta temperatura", oggi tale soglia minima è convenzionalmente fissata a una temperatura vicina al punto di ebollizione dell'eluente, ovvero la temperatura a cui è necessario applicare un accorgimento tecnico (ad esempio un regolatore di contropressione) per evitare che l'eluente passi alla fase vapore. Tale valore è fissato intorno ai 60 °C, poiché i solventi comunemente usati nella cromatografia in fase inversa (metanolo, THF) hanno punti di ebollizione vicino a quel valore.
Il valore massimo di temperatura, invece, è quello a cui l'eluente cambia le sue proprietà diventando un fluido supercritico. Tale valore è fissato a 374 °C, temperatura critica più alta osservata (quella dell'acqua).
Nonostante l'ampio range di temperatura utilizzabile, comunque, la temperatura di lavoro in HTLC è normalmente intorno ai 200 °C, per due motivi: sia perché i sistemi di riscaldamento convenzionali non sono in grado di raggiungere temperature maggiori (anche se sono noti lavori in cui si arrivava a temperature di 370 °C), sia perché in queste condizioni è possibile usare le colonne senza ottenere degradazione della fase stazionaria per lungo tempo.

### Strumentazione
Le condizioni strumentali e operative, dal settaggio della temperatura alla scelta della fase stazionaria, sono l'aspetto più critico della tecnica.
Innanzitutto il sistema di riscaldamento dev'essere sufficientemente veloce e preciso per ottenere risultati accurati e riproducibili. Inoltre, è opportuno posizionare un coil di pre-riscaldamento prima della colonna, altrimenti si generano dei gradienti di temperatura dell'eluente che entra nella colonna, con conseguente allargamento (o addirittura appiattimento) dei picchi. Infine, è spesso necessario far passare il capillare dopo l'uscita dalla colonna in un bagno raffreddato, in maniera tale che la temperatura dell'eluente sia controllata; questo è importante per detector sensibili alle variazioni di temperatura dell'eluente, come quelli a indice di rifrazione, fluorescenza o UV, meno per altri dove l'eluente viene trasformato in vapore prima di essere analizzato, come la spettrometria di massa o l'ELSD.
Per evitare che l'eluente liquido subisca una transizione alla fase vapore a causa della temperatura superiore al suo punto di ebollizione, è necessario applicare un regolatore di contropressione oppure un capillare di restrizione; questo non è necessario quando viene usata acqua con temperature di poco superiori ai 100 °C, dato che la sua pressione di vapore non cambia di molto in quel range.
Per quanto riguarda la fase stazionaria, è necessario utilizzare dei materiali che resistano alle alte temperature senza degradarsi in tempi brevi. Per questo sono molto usate le fasi a base di ossidi metallici (es. ossido di zirconio o di biossido di titanio), di polimeri puri (es. polistirene-divinilbenzene) o di grafite, le quali riescono ad arrivare a 200 °C. Le normali fasi stazionarie a base di silice, invece, non sono stabili oltre i 100 °C, benché le loro prestazioni siano migliorate con l'utilizzo di nuove tecnologie ibride (come la stabilizzazione con ponti di etilene).

### Analiti
Poiché ad alte temperature gli analiti potrebbero degradarsi, durante l'ottimizzazione del metodo è bene verificare la loro stabilità, tenendo conto che essa dipende dalla colonna utilizzata.